# Halim Kosova
Halim Kosova (ur. 28 października 1954 w Tiranie) - albański ginekolog, minister zdrowia Albanii w 2013 roku, doktor nauk medycznych.

## Życiorys
W 1977 roku ukończył studia medyczne na Uniwersytecie Tirańskim, następnie specjalizował się w dziedzinie ginekologii na Uniwersytecie Rzymskim. Na tym uniwersytecie uzyskał w 1990 roku stopień doktora nauk medycznych.
W 1985 roku jako pierwszy w historii Albanii dokonał pobrania krwi z płodu we wczesnym okresie ciąży.
Krótko w 1998 roku był wykładowcą na Wydziale Lekarskim Uniwersytetu Tirańskiego, następnie w latach 2009-2011 wykładał medycynę na Katolickim Uniwersytecie „Sacro Cuore” w Rzymie. Jednocześnie był kierownikiem działu położnictwa w szpitalu w Tiranie.
Od 2013 roku jest posłem do Zgromadzenia Albanii z ramienia Demokratycznej Partii Albanii.
Od 3 kwietnia do 13 września 2013 był ministrem zdrowia.

## Publikacje[1]
- Botime për mjekë, studentë dhe gra shtatzëna (2005)
- Botues dhe bashkautor në artikuj të ndryshëm shkencor ndërkombëtar (2006)

## Życie prywatne
Ma żonę, syna (ur. 1988) i córkę (ur. 1990).